# Varennes (Haute-Garonne)
Varennes ist eine französische Gemeinde mit 256 Einwohnern (Stand 1. Januar 2022) im Département Haute-Garonne in der Region Okzitanien; sie gehört zum Kanton Escalquens. Der postalische und historische Name der Gemeinde, der auch auf Straßen- und Ortsschildern genannt wird, ist Les Varennes.

## Bevölkerungsentwicklung
| Jahr                       | 1962 | 1968 | 1975 | 1982 | 1990 | 1999 | 2006 | 2017 |
| Einwohner                  | 109  | 93   | 117  | 125  | 156  | 198  | 247  | 271  |
| Quellen: Cassini und INSEE |      |      |      |      |      |      |      |      |

## Sehenswürdigkeiten
- Schloss aus dem 16. Jahrhundert durch Dominique Bachelier errichtet, umgestaltet im 18. Jahrhundert durch Zusatz eines hufeisenförmigen Hofes.[1]
- Kirche Saint-Jean-Baptiste aus dem 18. Jahrhundert

## Persönlichkeiten
- Jean-Baptiste de Villèle (1773–1854) war in der ersten Hälfte des 19. Jahrhunderts Bürgermeister und Abgeordneter von Toulouse dann Minister und Präsident des Rates unter Ludwig XVIII. sowie Karl X.